# Prosopocera ziczac
Prosopocera ziczac är en skalbaggsart som beskrevs av Stefan von Breuning 1960. Prosopocera ziczac ingår i släktet Prosopocera och familjen långhorningar. Inga underarter finns listade i Catalogue of Life.